# 2017年の教育
2017年の教育（2017ねんのきょういく）では、2017年（平成29年）の教育分野に関する出来事についてまとめる。
2016年の教育-2017年の教育-2018年の教育

## できごと

### 1月
- 14日-15日 - 大学入試センター試験[1]。

### 3月
- 10日 - 森友学園、小学校の設置申請を取り下げ[2]。
- 22日 - 皇太子徳仁親王・同妃雅子の長女である愛子内親王が学習院女子中等科を卒業し、義務教育の課程（中学校）を修了。[3]。
- 26日 - 第89回選抜高等学校野球大会の第2試合「福岡大大濠対滋賀学園」と続く第3試合「福井工大附属福井対高崎健康福祉大学高崎」はいずれも延長15回で決着が付かず、大会史上初の2試合連続引き分け再試合となった[4]。
- 27日 - 栃木県那須郡那須町湯本の町営スキー場「那須温泉ファミリースキー場」で雪崩が発生し、栃木県高校体育連盟登山部主催の「春山安全登山講習会」に参加していた栃木県立大田原高等学校、栃木県立宇都宮高等学校、栃木県立那須清峰高等学校、栃木県立矢板東高等学校、栃木県立真岡高等学校、栃木県立真岡女子高等学校、及び矢板中央高等学校の登山部員と引率教員計48人全員が巻き込まれ、生徒7人と教員1人の計8人が死亡、生徒33人と教員7人の計40人が負傷した[5]。

### 4月
- 1日 - 前日に閉校になったウィッツ青山学園高等学校の建物と生徒を継承する形で、学校法人神村学園が三重県伊賀市に神村学園高等部伊賀分校を設置[6][7]。
- 8日 - 愛子内親王が学習院女子高等科に入学[8]。
- 28日 - 森友学園が民事再生手続きの開始決定を受けた。債権者は国を含む41者で負債総額は16億円超。債権者の同意を得て事業継続を目指す[9]。

### 11月
- 14日 - 林芳正文部科学大臣が岡山理科大学獣医学部の新設計画を認可し、2018年4月の開学が正式に決定[10]。